# جيفيرسون دي سوزا
جيفيرسون دي سوزا (بالنرويجية البوكمول: Jefferson de Souza)‏ هو لاعب كرة قدم نرويجي، ولد في 27 سبتمبر 1995.